# Melchior Khlesl
Melchior Khlesl (til tider Klesl, sjældent Cleselius) (født 19. februar 1552, død 18. september 1630) var en østrigsk statsmand og kardinal i den romersk-katolske kirke under modreformationen. Khlesl blev udpeget til biskop af Wien i 1598 og blev ophøjet til kardinal i 1616.